# Dacre Montgomery
Dacre Montgomery (* 22. listopadu 1994, Perth, Austrálie) je australský herec. Je známý hlavně díky roli Jasona / Červeného strážce ve filmu Power Rangers: Strážci vesmíru a roli Billyho Hargrovea v seriálu Stranger Things.

## Osobní život
Montgomery se narodil a vyrostl v Perthu v Austrálii. Od 9 let hrál v divadle a objevoval se na televizních obrazovkách. Jeho matka pochází z Kanady a otec z Nového Zélandu. Jeho rodiče se setkali v Perthu, kde oba pracovali ve filmovém průmyslu. Má mladší sestru Saskii. Od roku 2017 je jeho partnerkou australská modelka Liv Pollock.

## Kariéra
Svojí kariéru zahájil s krátkometrážním filmem Bertrand the Terrible v roli Freda v roce 2010. V roce 2011 byl obsazen do pilotního dílu seriálu Family Tree. V roce 2016 získal roli Jasona / Červeného strážce ve filmu Power Rangers: Strážci vesmíru. Film měl premiéru v roce 2017. Také si zahraje sequelu australské komedie Pařmeni, nazvaném A Few Less Men roli Mika. V roce 2016 se připojil k obsazení druhé řady Netflixového seriálu Stranger Things.

## Filmografie

### Film
| Rok  | Název                          | Role                     | Poznámky            |
| ---- | ------------------------------ | ------------------------ | ------------------- |
| 2010 | Bertrand the Terrible          | Fred                     | krátkometrážní film |
| 2015 | Godot's Clinic                 | Barnabus Stottle         | krátkometrážní film |
| 2016 | A Few Less Men                 | Mike                     |                     |
| 2017 | Power Rangers: Strážci vesmíru | Jason Scott / Red Ranger |                     |
| 2017 | Dej si pozor!                  | Jeremy                   |                     |
| 2019 | Galerie zlomených srdcí        | Nick Danielson           |                     |
| 2022 | Elvis                          | Steve Binder             |                     |

### Televize
| Rok       | Název           | Role           | Poznámky                         |
| --------- | --------------- | -------------- | -------------------------------- |
| 2011      | Family Tree     | Will           | televizní pilot                  |
| 2017–2019 | Stranger Things | Billy Hargrove | hlavní role (2–3. řada), 17 dílů |

### Hudební videa
| Rok  | Název       | Umělec              |
| ---- | ----------- | ------------------- |
| 2015 | „Old Souls“ | Make Them Suffer    |
| 2017 | „Chateau“   | Angus & Julia Stone |

## Ocenění a nominace
| Rok  | Ocenění                    | Kategorie                            | Práce                          | Výsledek |
| ---- | -------------------------- | ------------------------------------ | ------------------------------ | -------- |
| 2017 | Teen Choice Awards         | nejlepší filmový herec: sci-fi       | Power Rangers: Strážci vesmíru | nominace |
| 2018 | Screen Actors Guild Awards | nejlepší obsazení: dramatický seriál | Stranger Things                | nominace |
| 2018 | MTV Movie & TV Awards      | zloděj scén                          | Stranger Things                | nominace |